# Menhir von Eichelsdorf
Der Menhir von Eichelsdorf (auch Der Dicke Stein genannt) ist ein vorgeschichtlicher Menhir bei Eichelsdorf, einem Ortsteil von Nidda im Wetteraukreis in Hessen.

## Lage
Der Stein befindet sich östlich von Eichelsdorf an einem Feldweg, nicht weit hinter einer Brücke über den Eichelbach. Dort steht er am Hang eines kleinen Bergs.

## Beschreibung
Der Menhir besteht aus Taunus-Quarzit; das Gestein kommt in der näheren Umgebung nicht vor und stammt wohl ursprünglich vom Mensfelder Kopf bei Mensfelden. Der Stein hat einen rechteckigen Querschnitt und verjüngt sich in annähernd dreieckigen Flächen nach oben hin. Sein oberirdisch sichtbarer Teil hat eine Höhe, Breite und Tiefe von jeweils rund 120 cm.